# Svetlana Varganova

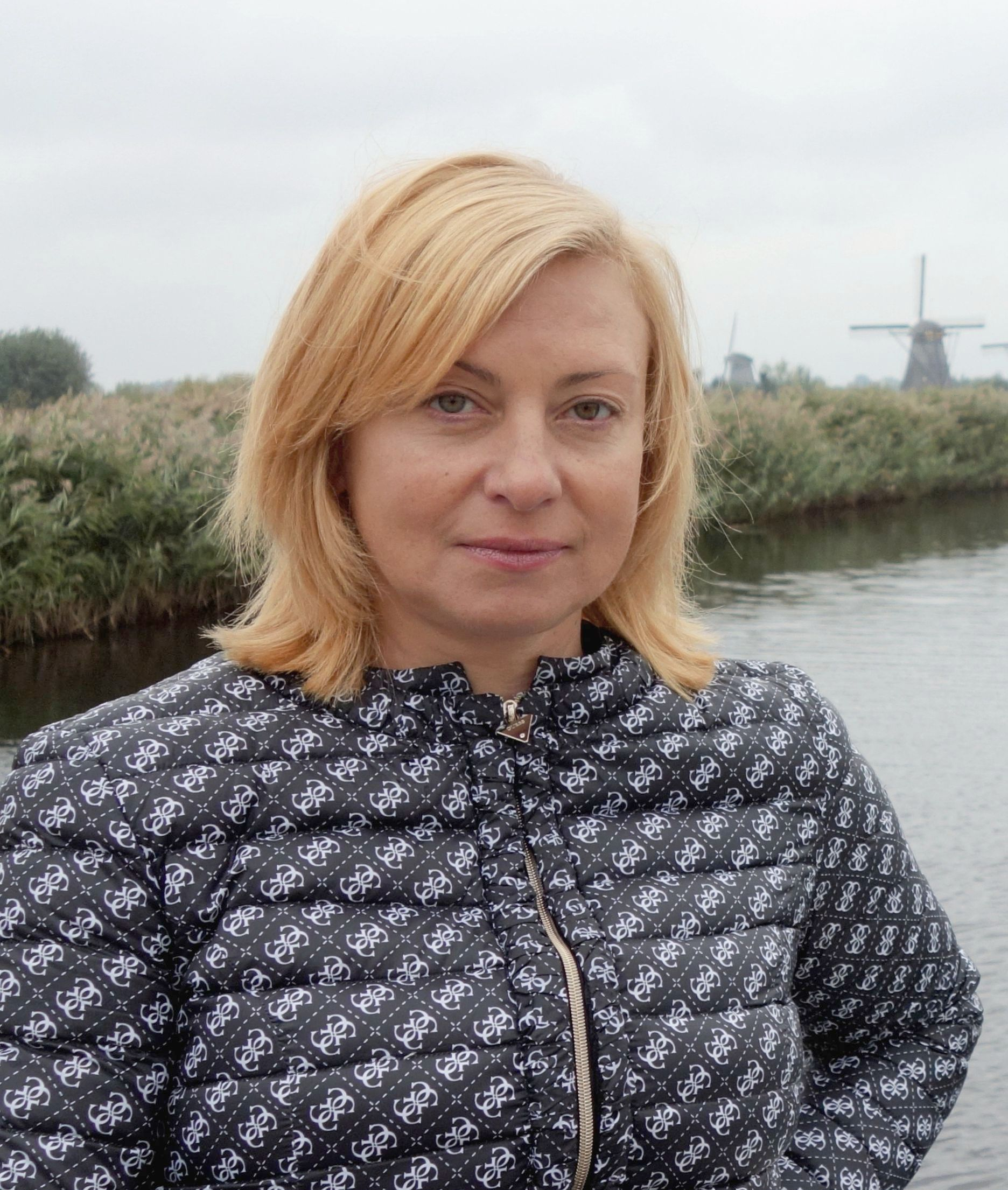
Svetlana Varganova

Svetlana Varganova, född 19 november 1964 i Leningrad, är en före detta sovjetisk simmare.
Hon blev olympisk silvermedaljör på 200 meter bröstsim vid sommarspelen 1980 i Moskva.